# Zamek Wolkenburg
Zamek Wolkenburg (niem. Schloss Wolkenburg) – zamek zlokalizowany w niemieckim mieście Limbach-Oberfrohna (Saksonia), w Rudawach.

## Historia

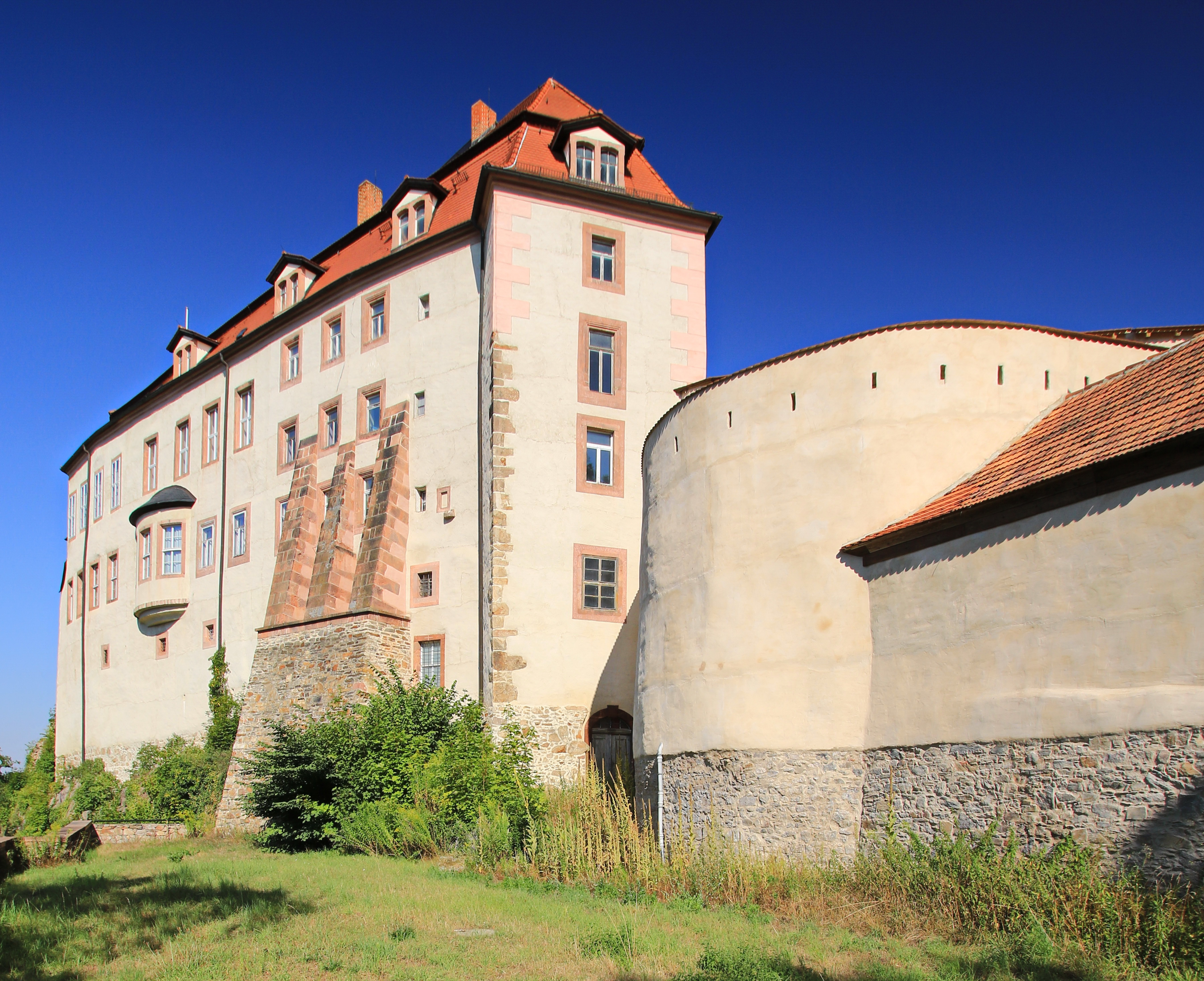
Fragment elewacji

Zamek w dolinie Muldy został zbudowany w końcu XII wieku. Od XV wieku jego funkcja wojskowa stopniowo traciła na znaczeniu. Warownia od 1635 należała do rodziny von Einsiedel, która przebudowała ją w renesansową, a potem barokową rezydencję. Największe zmiany zaszły tutaj pomiędzy 1694 a 1700. Wokół budynku założono renesansowy ogród. Wykuto skalne tarasy, stromo opadające w dolinę. Kolejne zmiany miały miejsce w latach 1760-1810 (hrabia Detlev Carl von Einsiedel). Wschodnia wieża bramna została ponownie przebudowana i przekształcona w główny wjazd. Sala balowa została zaaranżowana w 1870 w stylu klasycystycznym według planów saskiego architekta dworskiego Krubsaciusa. Północna część zamku została rozebrana około 1873. Zachował się mur kurtynowy, który pełnił funkcję muru zewnętrznego. Tak zwany "Pałac Wdów" w obecnym kształcie został wybudowany od podstaw.
Już w połowie lat 90. XX wieku, w ramach prac remontowych, rozpoczęto rozbiórkę pomieszczeń, które po II wojnie światowej zaadaptowano na cele mieszkalne oraz podjęto działania awaryjne, takie jak remont dachu nad biblioteką. Wraz z włączeniem Wolkenburg-Kaufungen do miasta Limbach-Oberfrohna w 2000, rozpoczęto prace renowacyjne na większą skalę.
Od października 2005 udostępniona jest dla zwiedzających sala wybudowana w stylu neogotyckim jako dwupiętrowa budowla z kopułą około 1800. W 2019 zamek otrzymał darowiznę od rodziny von Einsiedel, na którą złożyło się 59 obrazów i 60 grafik oraz dwa żeliwne popiersia. Malowidła to prawie wyłącznie portrety członków rodziny von Einsiedel i niektórych osób z nimi związanych od XVII do XX wieku. Motywy grafiki to widoki myśliwskie oraz seria przedstawień koni z XVI wieku i wyobrażenia kościoła w Wolkenburgu. 

## Architektura
Skrzydło główne założenia to trzykondygnacyjny budynek mieszkalny od południa, z którego samodzielnie korzystała rodzina von Einsiedel, natomiast budynki gospodarcze naprzeciwko były zamieszkiwane przez służbę. Zamek wiązany był z odlewnią w Lauchhammer, w której powstały wysokiej klasy figury żeliwne. Ówczesny właściciel Detlef Carl Graf von Einsiedel zlecił ich odlewanie na podstawie antycznych modeli. Figury te można oglądać w pałacu. W 2017, w parku zamkowym, ustawiono kopie czterech kolejnych rzeźb.

## Galeria

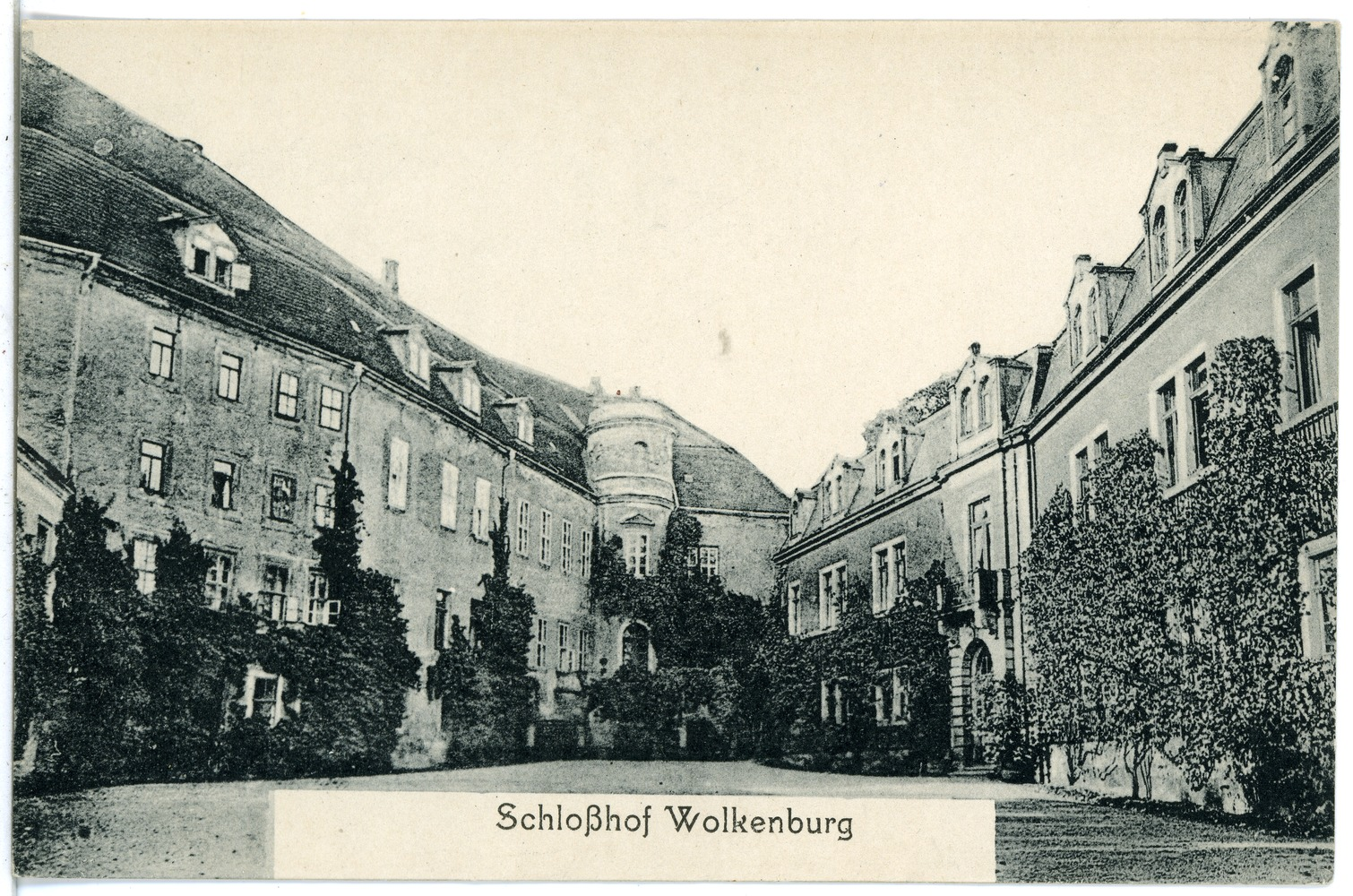
Dziedziniec w 1920
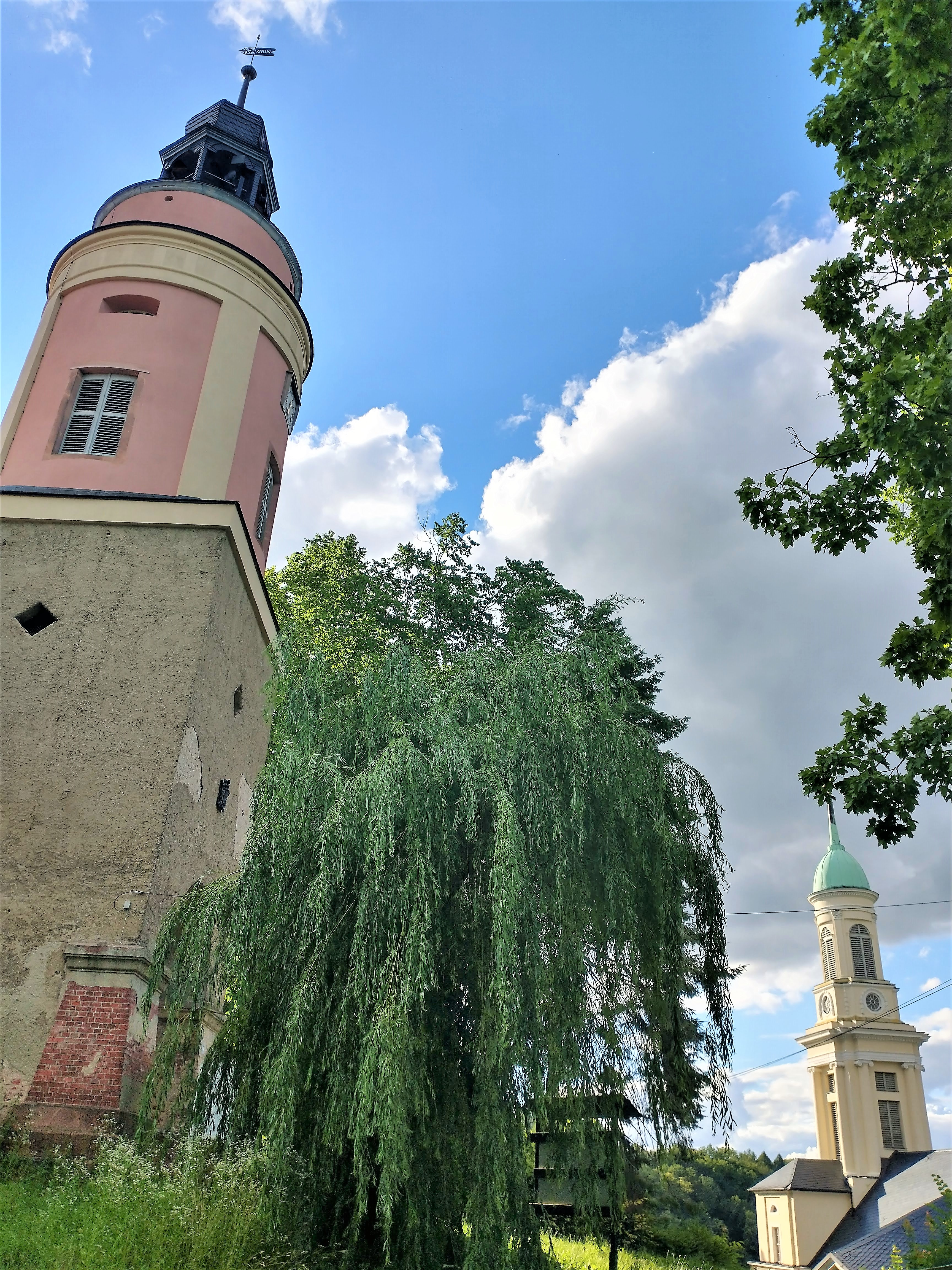
Wieża bramna i kościół
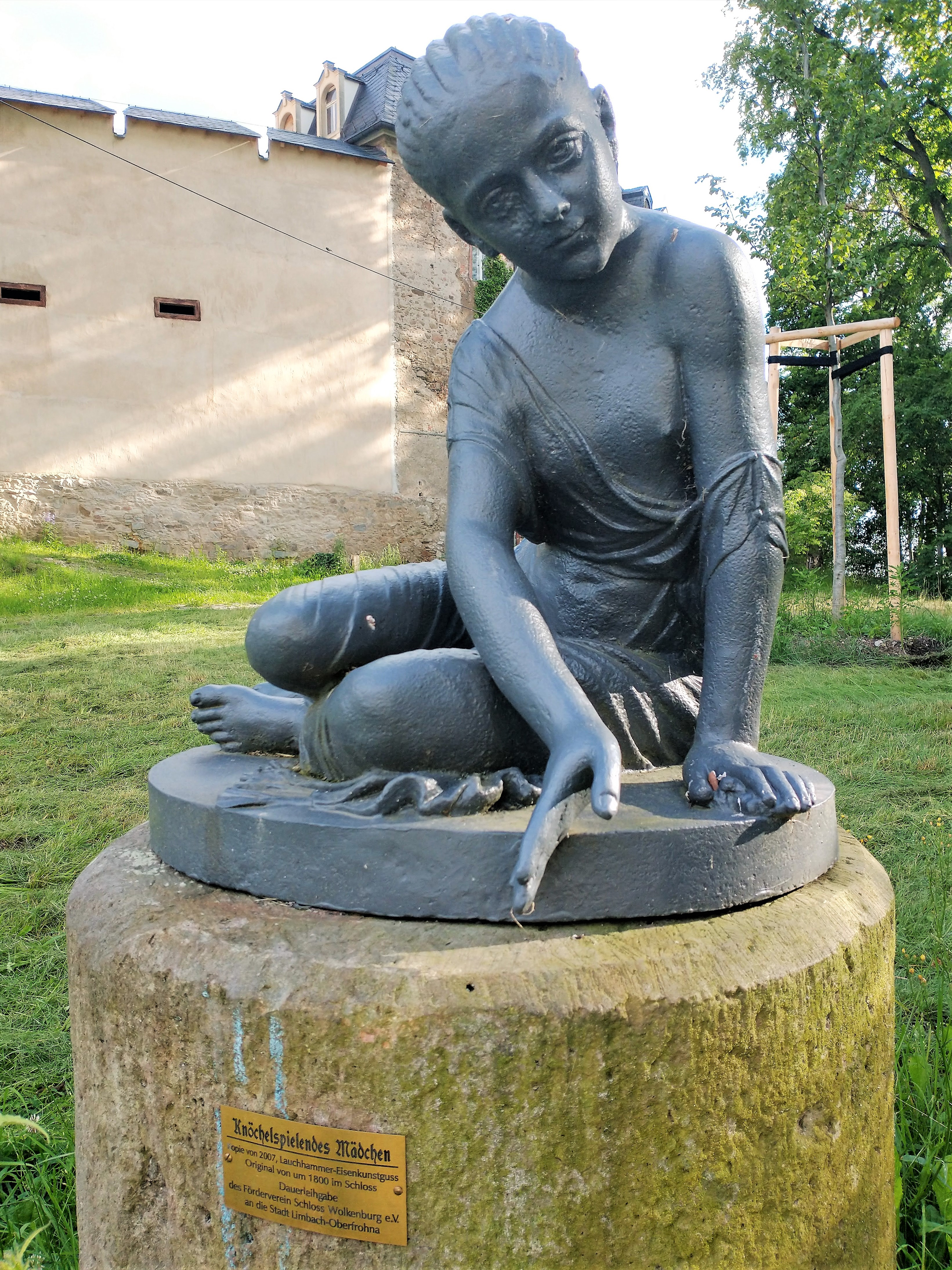
Jedna z rzeźb w parku